# Crystallisatio
Crystallisatio is een compositie van Erkki-Sven Tüür. 
Het werk start vanuit een enkele toon, de E. Van daar uit kiezen de strijkinstrumenten en de dwarsfluiten elk hun muzikale weg. De samenstelling van het ensemble is daarbij afwijkend:
- 3 dwarsfluiten
- glockenspiel
- violen, altviolen, celli, contrabassen

De eerste uitvoering was weggelegd voor leden van het Philharmonisch jeugdorkest van Estland onder leiding van Toomas Kapten op 28 maart 1995. Het vond plaats tijdens een festival van Estse muziek in Tallinn, dat ook de opdrachtgever was van dit werk.